# ロベール・ニヴェル
ロベール・ジョルジュ・ニヴェル（Robert Georges Nivelle, 1856年10月15日 – 1924年3月22日）は、フランスのコレーズ県チュール出身の陸軍軍人で、第一次世界大戦におけるフランス軍の指揮において主導的な役割を果たした。1917年4月のニヴェル攻勢で大損害を出して更迭された。

## 経歴
1856年10月15日、コレーズ県チュールで生まれた。
サン・シール陸軍士官学校を経て、1876年11月1日にエコール・ポリテクニークに入学、1878年に砲兵少尉に任官した。1880年10月に第19砲兵連隊の中尉、1887年12月29日に大尉、1901年7月に少佐（シェフ・デスカドロン）に昇進した。1900年から1901年にかけての義和団の乱では八カ国連合軍参謀本部の一員だった。
1908年、アン県オザン駐留中に中佐に昇進した。その後はアルジェ師団参謀長を務め、1911年に大佐に昇進した。1913年12月に第5砲兵連隊（ドゥー県ブザンソン駐留）の指揮官に就任した。
1914年に第一次世界大戦が勃発したときも第5砲兵連隊指揮官を務めており、第7軍団に属してアルザスを転戦、同年のドルナックの戦い、ウルク川の戦いにも参戦した。10月27日、旅団将軍に昇進した。その後、第44歩兵旅団、第60歩兵旅団を経て、1915年2月19日より第61歩兵師団の指揮を執り、同年12月23日に正式に師団将軍に昇進するとともに第3軍団指揮官に就任した。

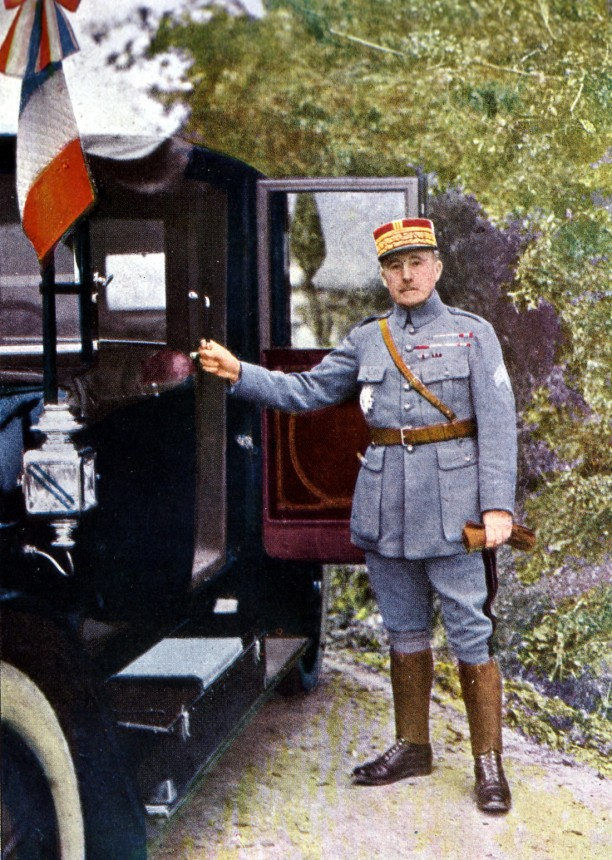
ニヴェルのオートクローム（1916年）

1916年3月末にヴェルダンに向かい、4月に第2軍司令官に就任して、ヴェルダンの戦いを善戦した。12月12日、ジョゼフ・ジョフルの後任としてフランス陸軍総司令官に就任した。ジョフルは戦局の打開に失敗して退任しており、突破口を開ける人選としてより若いニヴェルが選ばれ、エドゥアール・ド・カステルノー、フェルディナン・フォッシュ、フィリップ・ペタンを押しのけての就任となった。
陸軍総司令官の就任にあたり、イギリス首相デビッド・ロイド・ジョージはイギリス陸軍の指揮もニヴェルに任せたが、イギリス軍の指揮官ダグラス・ヘイグと対立することになり、指揮権の調整に手間取っている間にドイツがアルベリッヒ作戦を発動して一部の前線から撤退（1917年3月）、英仏の大規模な攻勢に出る計画を乱した。この計画はニヴェルの部下の多くから反対されたが、結局4月16日よりニヴェル攻勢として実行され、失敗に終わった。ニヴェルはその数週間後には更迭された。
1917年12月、北アフリカ軍司令官に左遷された。1920年1月に本国勤務に戻り、同年12月28日にレジオンドヌール勲章グランクロワを授与された。
19921年10月に退役、1924年3月22日にパリでの自宅で死去した。国葬が行われ、1931年に遺体がパリ廃兵院に移された。